# 羅茲瓦日夫
50°55′38″N 29°39′8″E / 50.92722°N 29.65222°E
羅茲瓦日夫（羅馬化：Rozvazhiv）是位於烏克蘭北部基辅州维什霍罗德区伊萬基夫市鎮 的村莊。該村始建於1500年，面積2平方公里，海拔高度140米，2001年人口756。